# ROKS Jo Chunhyung
Le ROKS Jo Chunhyung (PKG-713) est un patrouilleur lance-missiles (PKG) de la marine de la république de Corée, le troisième navire de la classe Gumdoksuri.

## Conception
La classe Gumdoksuri est une classe de patrouilleurs de nouvelle génération conçus pour la marine de la république de Corée (ROKN), l’une des classes de navires les plus avancés technologiquement de la Corée du Sud. Ces bateaux à grande vitesse sont armés de missiles et sont conçus pour remplacer les anciens patrouilleurs de la classe Chamsuri. Les navires de 440 tonnes mesurent 63 mètres de long et 9 mètres de large. Ils ont une vitesse maximale de 41,5 nœuds (76,9 km/h). Officiellement, ils sont classés comme patrouilleurs rapides (PKX) ou comme patrouilleurs-tueurs lanceurs de missiles guidés (PKG).
La classe Gumdoksuri est équipée d’un système de combat technologique indépendant, qui se compose d’un EOTS et d’un radar de poursuite. Le radar de recherche peut identifier plus de 100 cibles simultanément. Une autre caractéristique importante est le système de traçage électronique optique, avec fonctions de suivi de cible. 
Leur arme principale est un canon Otobreda 76 mm refroidi à l’eau. Ils sont également armés d’un canon de 40 mm et de missiles antinavires SSM-700K Haeseong. L’armement est contrôlé par un système de conduite de tir Saab CEROS 200 et les cibles sont détectées par un radar STX RadarSys SPS-100k.

## Carrière
L’Administration du programme d'acquisition de la défense (DAPA) a attribué en 2007 un contrat à STX Offshore & Shipbuilding pour la construction de quatre navires de classe Gumdoksuri. Les ROKS Han Sanggook (PKG-712) et Jo Chunhyung (PKG-713) ont été lancés en septembre 2009. Les ROKS Hwang Dohyun (PKG-715) et ROKS Suh Hoowon (PKG-716) ont été lancés en décembre 2009.
Le ROKS Jo Chunhyung (PKG-713) a été construit par STX à Changwon, lancé le 23 septembre 2009 et mis en service le 4 octobre 2011.
Le ROKS Jo Chunhyung est nommé, comme le ROKS Han Sanggook, d’après un marin sud-coréen tué lors d’un affrontement naval avec la Corée du Nord en 2002. En effet les tensions sont latentes entre la Corée du Sud et l’État communiste. La Corée du Sud et la Corée du Nord restent techniquement en guerre, la guerre de Corée (1950-1953) s’étant terminée par une trêve plutôt que par un traité de paix. La ligne de limite nord (NLL), qui sert de frontière maritime de facto entre les deux Corées depuis la guerre de Corée, a été le théâtre de deux affrontements meurtriers, en 1999 et 2002. Dans la première bataille, la Corée du Sud n’a subi aucune perte, tandis que la Corée du Nord aurait perdu des dizaines de marins. Lors de l’affrontement de 2002, six marins sud-coréens sont morts, dont Han Sang-guk et Cho Cheon-hyeong. Le premier navire Patrol Killer Guided (PKG), le ROKS Yoon Youngha, a été nommé d’après un capitaine de corvette qui est mort alors qu’il commandait le bateau de faction, qui a coulé après avoir été attaqué par la marine nord-coréenne en 2002. Han Sang-guk et Cho Cheon-hyeong étaient ses hommes. La marine a déclaré qu’elle prévoyait de construire plus de navires PKG dans les années à venir et de les nommer d’après les autres militaires morts dans la bataille de 2002. La Corée du Nord a ravivé la tension le long de la NLL en 2022 alors que les relations intercoréennes se détérioraient, menaçant la sécurité des navires étrangers et insistant pour que la NLL soit redessinée.